# Panamerikanische Spiele 2015/Leichtathletik – 200 m der Männer

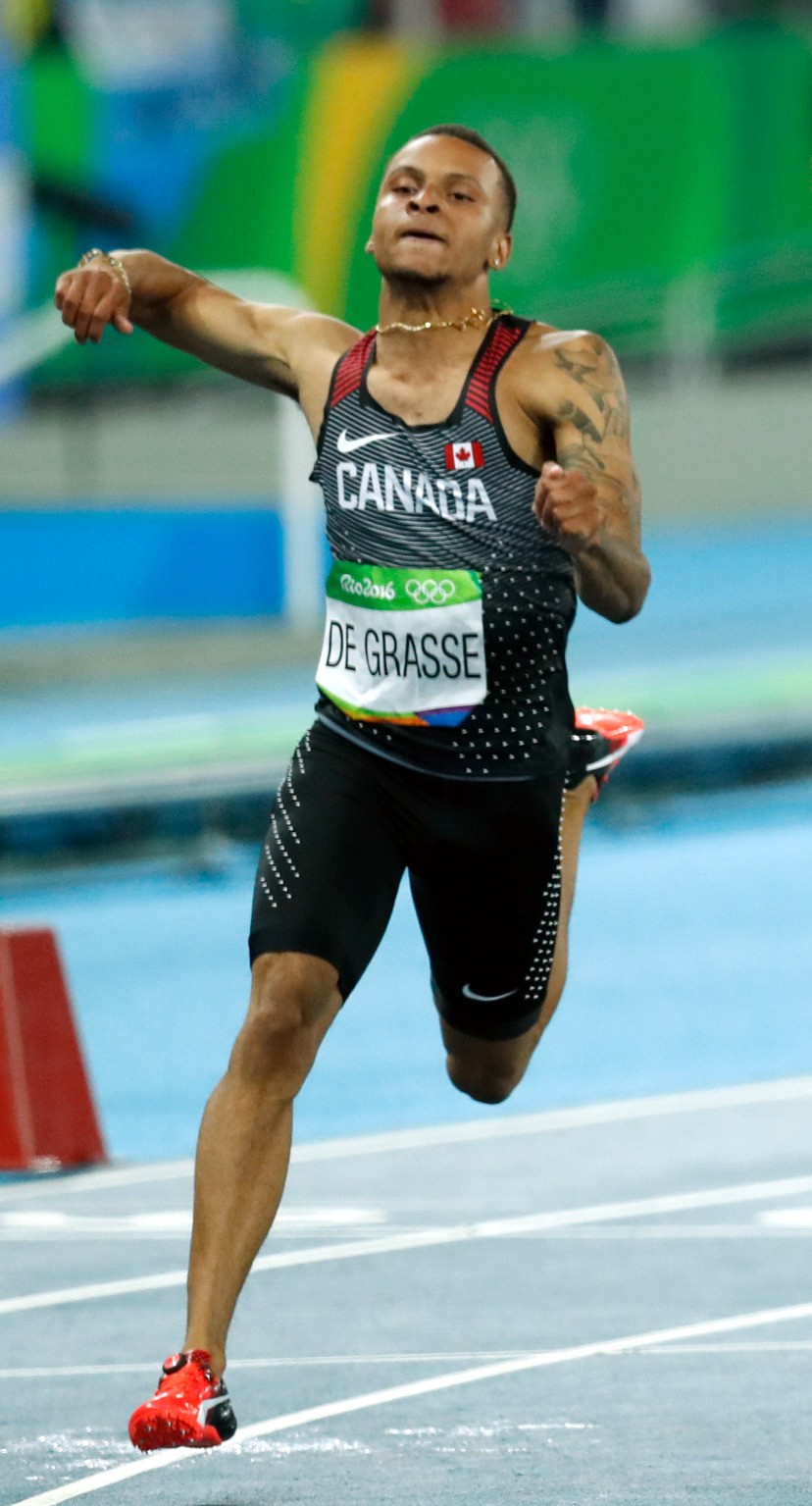
Der Sieger Andre De Grasse (2016)

Der 200-Meter-Lauf der Männer bei den Panamerikanischen Spielen 2015 fand am 23. und 24. Juli im CIBC Pan Am und Parapan Am Athletics Stadium in Toronto statt.
29 Läufer aus 21 Ländern nahmen an den Läufen teil. Die Goldmedaille gewann Andre De Grasse nach 19,88 s, Silber ging an Rasheed Dwyer mit 19,90 s und die Bronzemedaille gewann Alonso Edward mit 19,90 s. Dwyer lief mit 19,80 s im Halbfinale zudem auch noch einen neuen Rekord der Panamerikanischen Spiele.

## Rekorde
Vor dem Wettbewerb galten folgende Rekorde:
| Weltrekord        | Usain Bolt  | 19,19 s | Weltmeisterschaften in Berlin, Deutschland | 20. August 2009 |
| Rekord der Spiele | Don Quarrie | 19,86 s | Panamerikanische Spiele in Cali, Kolumbien | 3. August 1971  |

## Vorläufe
Aus den vier Vorläufen qualifizierten sich die jeweils drei Ersten jedes Laufes – hellblau unterlegt – und zusätzlich die vier Zeitschnellsten – hellgrün unterlegt – für das Halbfinale.

### Lauf 1
23. Juli 2015, 11:30 Uhr

Wind: +2,4 m/s
| Platz | Bahn | Athlet                  | Land                     | Zeit (s) |
| ----- | ---- | ----------------------- | ------------------------ | -------- |
| 1     | 6    | Miguel Francis          | Niederländische Antillen | 20,21    |
| 2     | 3    | Wallace Spearmon        | Vereinigte Staaten       | 20,49    |
| 3     | 5    | Aldemir da Silva Júnior | Brasilien                | 20,54    |
| 4     | 2    | Antoine Adams           | St. Kitts und Nevis      | 20,62    |
| 5     | 4    | César Ramírez           | Mexiko                   | 20,64    |
| 6     | 8    | Arturo Ramírez          | Venezuela                | 20,74    |
| 7     | 7    | Elroy McBride           | Bahamas                  | 21,05    |
| 8     | 1    | Rolando Palacios        | Honduras                 | 21,19    |

### Lauf 2
23. Juli 2015, 11:37 Uhr

Wind: +1,6 m/s
| Platz | Bahn | Athlet            | Land                           | Zeit (s) |
| ----- | ---- | ----------------- | ------------------------------ | -------- |
| 1     | 4    | Alonso Edward     | Panama                         | 20,39    |
| 2     | 8    | Bruno de Barros   | Brasilien                      | 20,41 SB |
| 3     | 3    | Kyle Greaux       | Trinidad und Tobago            | 20,75    |
| 4     | 5    | Harold Houston    | Bermuda                        | 21,00    |
| 5     | 2    | Jason Livermore   | Jamaika                        | 21,02    |
| 6     | 7    | Courtney Williams | St. Vincent und die Grenadinen | 21,35    |

### Lauf 3
23. Juli 2015, 11:44 Uhr

Wind: +1,9 m/s
| Platz | Bahn | Athlet             | Land                    | Zeit (s) |
| ----- | ---- | ------------------ | ----------------------- | -------- |
| 1     | 5    | Rasheed Dwyer      | Jamaika                 | 20,25    |
| 2     | 6    | Yancarlos Martínez | Dominikanische Republik | 20,30 NR |
| 3     | 2    | Brendon Rodney     | Kanada                  | 20,43    |
| 4     | 7    | Reynier Mena       | Kuba                    | 20,45 SB |
| 5     | 3    | Rondel Sorrillo    | Trinidad und Tobago     | 20,63    |
| 6     | 8    | Gary Robinson      | Costa Rica              | 21,28    |
| 7     | 4    | Mark Anderson      | Belize                  | 22,44    |

### Lauf 4
23. Juli 2015, 11:51 Uhr

Wind: +2,2 m/s
| Platz | Bahn | Athlet            | Land                    | Zeit (s) |
| ----- | ---- | ----------------- | ----------------------- | -------- |
| 1     | 5    | Andre De Grasse   | Kanada                  | 20,17    |
| 2     | 2    | Roberto Skyers    | Kuba                    | 20,18    |
| 3     | 4    | BeeJay Lee        | Vereinigte Staaten      | 20,34    |
| 4     | 8    | Álex Quiñónez     | Ecuador                 | 20,59    |
| 5     | 1    | Burkheart Ellis   | Barbados                | 20,70    |
| 6     | 3    | Bernardo Baloyes  | Kolumbien               | 20,89    |
| 7     | 6    | Lestrod Roland    | St. Kitts und Nevis     | 21,02    |
|       | 7    | Yohandris Andújar | Dominikanische Republik | DSQ 1    |

## Halbfinale
Aus den drei Halbfinalläufen qualifizierten sich die jeweils drei Ersten jedes Laufes – hellblau unterlegt – und zusätzlich die zwei Zeitschnellsten – hellgrün unterlegt – für das Finale.

### Lauf 1
23. Juli 2015, 18:20 Uhr

Wind: +2,0 m/s
| Platz | Bahn | Athlet           | Land                     | Zeit (s)     |
| ----- | ---- | ---------------- | ------------------------ | ------------ |
| 1     | 5    | Rasheed Dwyer    | Jamaika                  | 19,80 PR, PB |
| 2     | 6    | Wallace Spearmon | Vereinigte Staaten       | 20,03 SB     |
| 3     | 4    | Miguel Francis   | Niederländische Antillen | 20,05 NR     |
| 4     | 8    | Brendon Rodney   | Kanada                   | 20,29        |
| 5     | 2    | Reynier Mena     | Kuba                     | 20,32 PB     |
| 6     | 3    | Bruno de Barros  | Brasilien                | 20,66        |
| 7     | 7    | Kyle Greaux      | Trinidad und Tobago      | 20,69        |
| 8     | 1    | Antoine Adams    | St. Kitts und Nevis      | 20,82        |

### Lauf 2
23. Juli 2015, 18:27 Uhr

Wind: +1,0 m/s
| Platz | Bahn | Athlet                  | Land                    | Zeit (s) |
| ----- | ---- | ----------------------- | ----------------------- | -------- |
| 1     | 4    | Alonso Edward           | Panama                  | 20,09    |
| 2     | 5    | Roberto Skyers          | Kuba                    | 20,09 PB |
| 3     | 7    | Andre De Grasse         | Kanada                  | 20,12    |
| 4     | 6    | Yancarlos Martínez      | Dominikanische Republik | 20,22 NR |
| 5     | 8    | BeeJay Lee              | Vereinigte Staaten      | 20,23    |
| 6     | 1    | Rondel Sorrillo         | Trinidad und Tobago     | 20,61    |
| 7     | 7    | Aldemir da Silva Júnior | Brasilien               | 20,65    |
| 8     | 2    | Álex Quiñónez           | Ecuador                 | 20,81    |

## Finale

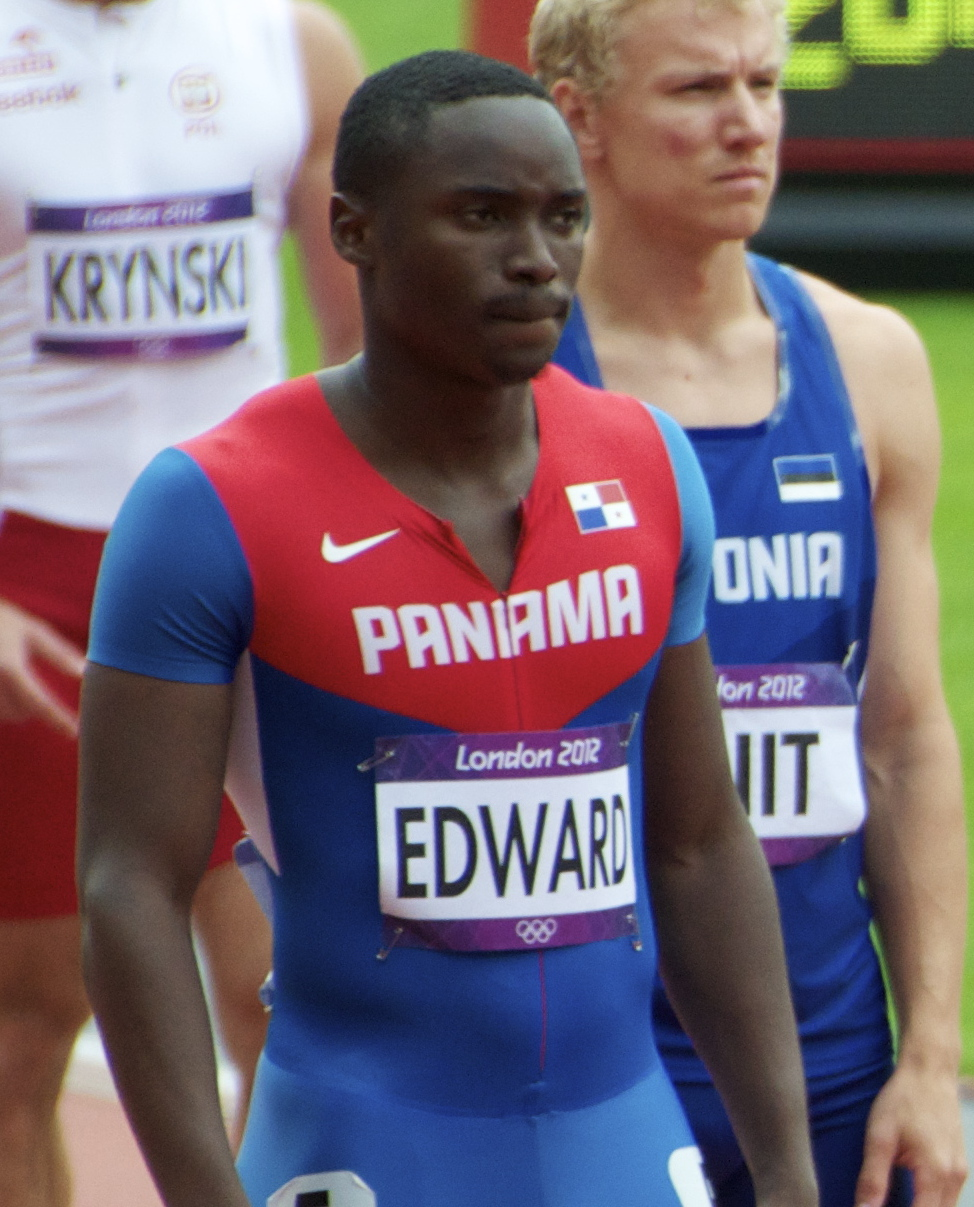
Alonso Edward (2012) gewann Bronze

24. Juli 2015, 17:55 Uhr

Wind: +0,3 m/s
| Platz | Bahn | Athlet             | Land                     | Zeit (s) |
| ----- | ---- | ------------------ | ------------------------ | -------- |
|       | 8    | Andre De Grasse    | Kanada                   | 19,88 PB |
|       | 4    | Rasheed Dwyer      | Jamaika                  | 19,90    |
|       | 5    | Alonso Edward      | Panama                   | 19,90 SB |
| 4     | 6    | Roberto Skyers     | Kuba                     | 20,02 NR |
| 5     | 3    | Wallace Spearmon   | Vereinigte Staaten       | 20,11    |
| 6     | 7    | Miguel Francis     | Niederländische Antillen | 20,20    |
| 7     | 2    | Yancarlos Martinez | Dominikanische Republik  | 20,47    |
| 8     | 1    | BeeJay Lee         | Vereinigte Staaten       | 20,74    |